# Victor Barna
Victor Barna (auch Viktor Barna [ˈviktor ˈbɒrnɒ]; * 24. August 1911 in Budapest, Österreich-Ungarn; † 28. Februar 1972 in Lima, Peru) war ein ungarischer Tischtennisspieler. Er wurde 22 mal Weltmeister. Zudem errang er 41 Medaillen bei Weltmeisterschaften.

## Namensformen
Barnas Geburtsname lautete Győző Braun, aber wegen der antisemitischen Stimmung im Ungarn der Zwischenkriegszeit magyarisierten einige jüdische ungarische Spieler ihre deutsch klingenden Nachnamen. Daher änderte er seinen Namen in Viktor Barna. Während des Zweiten Weltkrieges änderte er den Vornamen in Victor.

## Werdegang in Ungarn
Barnas Vater war Drucksetzer. Barna erlernte Tischtennis im Alter von 13 Jahren in einem lokalen Sportverein in Budapest. Bald gehörte er zu den Spitzenspielern in Ungarn. Erstmals wurde er bei der Tischtennisweltmeisterschaft 1930 in Berlin Weltmeister im Einzel. Insgesamt gewann er 30 Individual-Medaillen (Einzel, Doppel und Mixed, ohne Mannschafts-Medaillen) bei Weltmeisterschaften: 15 Mal Gold, 5 Mal Silber und 10 Mal Bronze. 17 Mal wurde er ungarischer Meister. Mehrmals wurde er mit dem ungarischen Team Weltmeister. Am erfolgreichsten war er bei der Weltmeisterschaft 1935, als er jeweils im Einzel, Doppel und Mixed den 1. Platz belegte. Zwischendurch nahm er oft erfolgreich an Turnieren in Nordamerika, Australien und Europa teil. 1932 bis 1937 war Barna Weltranglistenerster.
Barna war in der Lage, mit der Rückhand aus dem Handgelenk einen Ball mit Schnitt hochzuziehen. Diese Technik wurde als Rückhand-Flickball berühmt.

## Frankreich
1932 zog Barna nach Frankreich um. 1935 wurde seine Karriere unterbrochen: Bei einem Autounfall in Frankreich am 10. Mai wurde sein rechter Arm schwer verletzt. Dennoch gewann er bei der Weltmeisterschaft 1939 den Doppelwettbewerb (mit Richard Bergmann).

## Zweiter Weltkrieg
Am 27. April 1939 heiratete Barna in England die Ungarin Susanne Arany (auch Suzy, † 29. August 2014 als 96-Jährige). Im September 1939, während des Ausbruchs des Zweiten Weltkrieges, hielt er sich mit seiner Frau in Amerika auf. Barna kehrte nach Europa zurück, um gegen die Nazis zu kämpfen. Er meldete sich bei der britischen Armee und wurde als Fallschirmspringer in Jugoslawien eingesetzt. Nachdem sich die Briten aus Jugoslawien zurückgezogen hatten, blieb Barna in England und veranstaltete Schaukämpfe – oft im Savoy Hotel. Bei internationalen Kämpfen trat er für England an. Seinen Vornamen anglisierte er: aus Viktor wurde Victor.
Victor Barnas jüngerer Bruder Tibor – ungarischer Meister von 1941 – blieb in Ungarn zurück, er kam im Holocaust ums Leben.
Nach dem Krieg ließ er sich mit seiner Frau in Pinner (London) nieder. 1952 erhielt er die britische Staatsbürgerschaft. 1954 war die letzte Weltmeisterschaft, an der er teilnahm.

## Nachkriegszeit
Später wurde er Vertreter für einen Londoner Sportartikelhersteller (Dunlop Sports Company), natürlich für Tischtennisprodukte, später aber auch für die Bereiche Tennis, Leichtathletik und Golf. Ende der 1950er Jahre schrieb er den Tischtennis-Leitfaden Der Weg zum Erfolg (Lübeck, Verlag Oskar Klokow), 1962 veröffentlichte er das Buch Table Tennis Today (London: Arthur Barker).
Am 20. April 1967 gründete Barna zusammen mit u. a. Dieter Mauritz den Swaythling Club International und wurde dessen Vorsitzender.
1972 starb Barna in Lima an den Folgen eines Herzinfarktes.
1973 stiftete Barnas Frau den Victor Barna Memorial Cup. Dieser wird an den erfolgreichsten Teilnehmer bzw. die erfolgreichste Teilnehmerin einer Weltmeisterschaft vergeben, wobei man den Erfolg nach einem bestimmten Wertungssystem errechnet.
Im Jahr 1981 wurde Victor Barna in die International Jewish Sports Hall of Fame aufgenommen.
1993 wurde er in die ITTF Hall of Fame und 2005 in die ETTU Hall of Fame aufgenommen. Bei beiden gehörte er zu den ersten Mitgliedern.

## Erfolge
- Weltmeisterschaften
  - 1929 in Budapest – 1. Platz Doppel mit Miklós Szabados, 1. Platz mit Team Ungarn
  - 1930 in Berlin – 1. Platz Einzel, 1. Platz Doppel mit Miklós Szabados, 3. Platz im Mixed mit Magda Gál (Ungarn), 1. Platz mit Team Ungarn
  - 1931 in Budapest – 2.  Platz Einzel, 1. Platz Doppel mit Miklós Szabados, 2. Platz Mixed mit Anna Sipos (Ungarn), 1. Platz mit Team Ungarn
  - 1932 in Prag – 1. Platz Einzel, 1. Platz Doppel mit Miklós Szabados, 1. Platz Mixed mit Anna Sipos (Ungarn), 2. Platz mit Team Ungarn
  - 1933 in Baden – 1. Platz Einzel, 1. Platz Doppel mit Sándor Glancz, 3. Platz Mixed mit Anna Sipos (Ungarn), 1. Platz mit Team Ungarn
  - 1934 in Paris – 1. Platz Einzel, 1. Platz Doppel mit Miklós Szabados, 2. Platz Mixed mit Anna Sipos (Ungarn), 1. Platz mit Team Ungarn
  - 1935 in London – 1. Platz Einzel, 1. Platz Doppel mit Miklós Szabados, 1. Platz Mixed mit Anna Sipos (Ungarn), 1. Platz mit Team Ungarn
  - 1936 in Prag – 5. Platz mit Team Ungarn
  - 1937 in Baden (Österreich) – 2. Platz mit Team Ungarn
  - 1938 in London – 3. Platz Einzel, 2. Platz Doppel mit László Bellák, 1. Platz mit Team Ungarn
  - 1939 in Kairo – 1. Platz Doppel mit Richard Bergmann (Barna tritt für England an)
  - 1947 in Paris – 3. Platz Doppel mit Adrian Haydon, 3. Platz Mixed mit Margaret Franks (England)
  - 1948 in London – 3. Platz Doppel mit Richard Bergmann
  - 1949 in Stockholm – 3. Platz mit Team England
  - 1952 in Bombay – 3. Platz Doppel mit Adrian Haydon, 3. Platz Mixed mit Rosalind Rowe (England)
  - 1953 in Bukarest – 3. Platz Doppel mit Adrian Haydon
  - 1954 in London – 2. Platz Doppel mit Michel Haguenauer (FRA), 3. Platz Mixed mit Rosalind Rowe (England)

- Ungarische Meisterschaften
  - 1929 1. Platz Doppel mit Miklós Szabados
  - 1930 1. Platz Einzel, 1. Platz Doppel mit Miklós Szabados, 1. Platz Mixed mit Anna Sipos
  - 1931 1. Platz Doppel mit Miklós Szabados, 1. Platz Mixed mit Anna Sipos
  - 1932 1. Platz Einzel, 1. Platz Doppel mit Miklós Szabados, 1. Platz Mixed mit Anna Sipos
  - 1938 1. Platz Einzel, 1. Platz Doppel mit István Boros, 1. Platz Mixed mit Dóra Beregi

- Offene englische Meisterschaften
  - 1931 1. Platz Doppel (mit Miklós Szabados)
  - 1933 1. Platz Einzel, 1. Platz Doppel (mit Sándor Glancz)
  - 1934 1. Platz Einzel, 1. Platz Doppel (mit Tommy Sears)
  - 1935 1. Platz Einzel, 1. Platz Doppel (mit Tommy Sears)
  - 1937 1. Platz Einzel
  - 1938 1. Platz Einzel, 1. Platz Doppel (mit László Bellák)
  - 1939 1. Platz Doppel (mit László Bellák)
  - 1949 1. Platz Doppel (mit Richard Bergmann)

- Sonstige Veranstaltungen
  - 1936 Sieger im Einzel der US Open

## Turnierergebnisse
| Verband | Veranstaltung     | Jahr | Ort       | Land | Einzel        | Doppel        | Mixed         | Team |
| ------- | ----------------- | ---- | --------- | ---- | ------------- | ------------- | ------------- | ---- |
| ENG     | Weltmeisterschaft | 1954 | Wembley   | ENG  | keine Teiln.  | Silber        | Halbfinale    |      |
| ENG     | Weltmeisterschaft | 1953 | Bukarest  | ROU  | Scratched     | Halbfinale    | Viertelfinale |      |
| ENG     | Weltmeisterschaft | 1952 | Bombay    | IND  | keine Teiln.  | Halbfinale    | Halbfinale    |      |
| ENG     | Weltmeisterschaft | 1951 | Wien      | AUT  | Scratched     | letzte 16     | letzte 16     |      |
| ENG     | Weltmeisterschaft | 1950 | Budapest  | HUN  | Scratched     | Viertelfinale | Viertelfinale |      |
| ENG     | Weltmeisterschaft | 1949 | Stockholm | SWE  | letzte 128    | Viertelfinale | keine Teiln.  | 3    |
| ENG     | Weltmeisterschaft | 1948 | Wembley   | ENG  | Viertelfinale | Halbfinale    | Viertelfinale | 5    |
| ENG     | Weltmeisterschaft | 1947 | Paris     | FRA  | letzte 128    | Halbfinale    | Halbfinale    |      |
| ENG     | Weltmeisterschaft | 1939 | Kairo     | EGY  | Viertelfinale | Gold          | Viertelfinale |      |
| HUN     | Weltmeisterschaft | 1938 | Wembley   | ENG  | Halbfinale    | Silber        | letzte 16     | 1    |
| HUN     | Weltmeisterschaft | 1937 | Baden     | AUT  | letzte 32     | Viertelfinale | letzte 16     | 2    |
| HUN     | Weltmeisterschaft | 1936 | Prag      | TCH  | letzte 32     | letzte 16     | Viertelfinale | 3    |
| HUN     | Weltmeisterschaft | 1935 | Wembley   | ENG  | Gold          | Gold          | Gold          | 1    |
| HUN     | Weltmeisterschaft | 1934 | Paris     | FRA  | Gold          | Gold          | Silber        | 1    |
| HUN     | Weltmeisterschaft | 1933 | Baden     | AUT  | Gold          | Gold          | Halbfinale    | 1    |
| HUN     | Weltmeisterschaft | 1932 | Prag      | TCH  | Gold          | Gold          | Gold          | 2    |
| HUN     | Weltmeisterschaft | 1931 | Budapest  | HUN  | Silber        | Gold          | Silber        | 1    |
| HUN     | Weltmeisterschaft | 1930 | Berlin    | FRG  | Gold          | Gold          | Halbfinale    | 1    |
| HUN     | Weltmeisterschaft | 1929 | Budapest  | HUN  | letzte 16     | Gold          | keine Teiln.  | 1    |

## Philatelie
Von Guinea-Bissau wurde am 10. April 2012 ein Briefmarken-Block zur Geschichte des Tischtennis-Sports verausgabt, auf dem Victor Barna abgebildet ist.
Ein Sonderstempel zu Ehren und mit der Abbildung von Victor Barna wurde am 10. September 1996 in Cluj-Napoca Rumänien verwendet.